# Quartier Murdock
Le Quartier Murdock (en l'honneur de John Murdock) est un quartier résidentiel de l'arrondissement Chicoutimi à Saguenay, au Québec. Ce quartier fut le résultat de l'expansion importante de l'ancienne ville de Chicoutimi dans les années 1950. Lors de l'ouverture du quartier, ceux qui allaient y habiter étaient la risée de la ville, se faisant dire qu'ils allaient vivre dans le fond des champs. 

## Situation
Le quartier Murdock est situé dans l'est de Chicoutimi, maintenant un arrondissement de la ville de Saguenay. C'est l'un des quartiers les plus importants de la ville avec de nombreux commerces et entreprises, mais principalement un quartier résidentiel. Il est coupé en deux par le boulevard Talbot, à six voies, qui constitue l'artère routière la plus importante de Saguenay.

## Histoire

### Bâtiments importants
On y trouve des établissements de restauration rapide aux enseignes McDonald's, Burger King, A&W, PFK (KFC), l'université du Québec à Chicoutimi (UQAC), le Cégep de Chicoutimi, le Séminaire de Chicoutimi (école secondaire privée), l'école primaire Sainte-Bernadette, de nombreux concessionnaires de voitures tel que Ford, Chrysler, Jeep, Dodge et Chevrolet. On y retrouve aussi le boulevard Talbot soit le plus important de la ville de Saguenay ainsi que le boulevard Université qui lui est le deuxième en importance. La partie la plus à l'ouest du quartier est plutôt à vocation commerciale tandis que la partie la plus à l'est est constituée majoritairement de résidences familiales et de spacieuses maisons. La rue Sydenham, à l'ouest ainsi que la rue des Hospitalières ont tout de même plusieurs immeubles à appartements. La rue Chabanel à l'est draine le trafique de plusieurs petites rues avoisinantes, elle rejoint le boulevard Talbot puis se termine à l'Université du Québec à Chicoutimi à l'extrémité ouest du quartier. La rue Chabanel est aussi un secteur scolaire achalandé, c'est sur cette rue qu'on retrouve l'école primaire publique Sainte-Bernadette, l'école primaire trilingue privée Vision Saguenay, l'école préscolaire primaire privée Action ainsi que l'école secondaire privée Le Séminaire de Chicoutimi. On retrouve aussi dans le quartier Murdock l'église Notre-Dame-de-Grâce, situé devant l'immeuble CGI. L'église Notre-Dame-de-Grâce a cependant été transformé en salon funéraire au début des années 2020. Près de l'ancienne église Notre-Dame-de-Grâce on trouve aussi dorénavant une pharmacie Proxim. Il y a deux accès officiel au Parc de la Rivière-du-Moulin dans le quartier Murdock, l'un se trouve derrière Le Séminaire de Chicoutimi tandis que l'autre est situé tout au fond de la rue Pierre-Bédard qui est perpendiculaire au boulevard Talbot. 